# Competition Appeal Tribunal
Le Competition Appeal Tribunal (CAT) du Royaume-Uni a été créé par l'article 12 et l'annexe 2 de l'Enterprise Act de 2002, entré en vigueur le 1er avril 2003. Le Service de la concurrence est un organisme public exécutif non ministériel qui a été créé pour soutenir le CAT.

## Dossiers
En janvier 2024, le tribunal a traité 623 dossiers.

### Trucage des offres dans le secteur de la construction
En 2011, un certain nombre d'amendes imposées par l'Office of Fair Trading (OFT) aux entreprises de construction reconnues coupables de truquages d'offres ont été jugées « excessives » et le CAT a révisé le montant des amendes. Le tribunal a décidé que l'OFT avait utilisé les chiffres d'affaires de l'année précédente pour calculer les amendes et avait traité les offres concertées comme plus graves qu'il n'aurait dû le faire, même si, sur d'autres points, la décision de l'OFT a été confirmée.

### Cartel de la construction
En décembre 2020, le tribunal a confirmé une décision de l'Autorité de la concurrence et des marchés (CMA) sur un appel de l'entreprise de construction d'Irlande du Nord FP McCann Ltd., qui, avec d'autres entreprises, avait participé à un cartel illégal.

### Réservation d'hôtel en ligne
En mars 2014, le site de comparaison de prix Skyscanner a porté plainte devant le tribunal, contestant une décision de janvier 2014 de l'Office of Fair Trading de clore une enquête sur les prix des chambres d'hôtel vendues en ligne. La décision de l'OFT avait été d'accepter les engagements d'un certain nombre d'agences de voyages en ligne. Skyscanner a fait appel contre le successeur de l'OFT, l'Autorité de la concurrence et des marchés, estimant que son activité serait affectée par le règlement, même si elle n'était pas visée par l'enquête. Le cas de Skyscanner a été soutenu par une petite agence de voyages en ligne, Skoosh, qui avait déclenché l'enquête initiale de l'OFT.
Dans un jugement rendu en septembre 2014, le tribunal d'appel de la concurrence a annulé la décision de l'Office of Fair Trading d'accepter des engagements dans le secteur de la réservation d'hôtels en ligne et l'affaire a été renvoyée devant la CMA pour réexamen.